# Śródbłonek komory przedniej

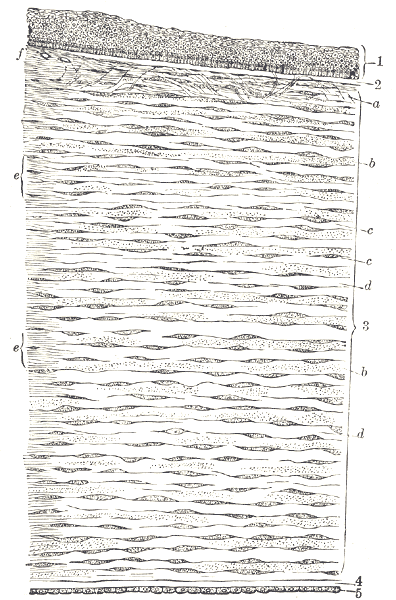
Przekrój ludzkiej rogówki na granicy przejścia w twardówkę.
1. Nabłonek zewnętrzny.
2. Blaszka graniczna przednia rogówki.
3. Istota właściwa rogówki.
a. Ukośne włókna przedniej warstwy istoty właściwej.
b. Błona włókien, które są przecięte w poprzek dając kropkowany obraz.
c. Ciałka rogówkowe (fibrocyty) o kształcie wrzecionowatym w tym przekroju.
d. Błona włókien, które są przecięte podłużnie.
e. Przejście w twardówkę z bardziej wyróżniającym się układem włókien oraz otoczeniem przez grubszy nabłonek.
f. Małe naczynia krwionośne przechodzące blisko brzegu rogówki
4. Blaszka graniczna tylna rogówki.
5. Śródbłonek komory przedniej oka.

Śródbłonek komory przedniej (łac. endothelium camerae anterioris), nabłonek tylny (łac. epithelium posterius) – w anatomii oka człowieka pojedyncza warstwa komórek posiadających kształt sześcioboków o jasnej cytoplazmie i okrągłym jądrze komórkowym, wyściełająca blaszkę graniczną tylną rogówki, stanowiącą przednie ograniczenie komory przedniej gałki ocznej.